# Army of Two (videojoc)
Army of Two, sovint abreviat com Ao2 o AoT, és un videojoc desenvolupat per Electronic Arts, i compatible per Xbox 360 i PlayStation 3.
Se centra en les estratègies cooperatives, Army of Two conté la necessitat d'usar un coordinat treball en equip per aconseguir els objectius del joc. El joc és per a jugar-ho amb altra persona com el teu company d'equip, però una "Partner Artificial Intelligence" (PAI) s'ha inclòs i programada per a seguir les estratègies del jugador. La dependència de la teva parella (ja siga humana o PAI) és tan pronunciada que la majoria dels objectius són impossibles de completar sense ella.

## Argument
El 1993 a Somàlia, Elliot Salem i Tyson Rios estan en el 75è Regiment de Rangers de l'Exèrcit dels Estats Units d'Amèrica. S'encarregaran de treballar amb Phillip Clyde, treballador d'una empresa militar privada amb la Corporació de Seguretat i Estratègia (SSC), encarregada de dur a terme l'assassinat del poderós senyor de la guerra Abdullahi Mo'Alim. Durant les seqüeles de la missió, Philip Clyde convida al tinent coronel Richard Dalton (CO per a Salem i la plantilla de Rios) a unir-se a la companyia per a un treball en escriptori. Està d'acord, demanant que portin a Salem i Rios com a contractistes, i l'any següent els tres ingressin al sector privat. Salem i Rios comencen a treballar com a contractistes privats.
El 2001, poc després dels atemptats de l'11 de setembre, Salem i Rios s'envien a l'Afganistan per matar un terrorista d'Al-Qaida anomenat Mohammed Al-Habiib, que va agafar un sistema de míssils amb míssils M-11 soviètics. Troben i destrueixen els míssils i es troben en una zona plena de gasos nocius. Salem comenta que estan mal equipats per a les missions i Rios veu conspiració en aquest sentit. Troben als companys Brian Hicks colpejat i enverinat a la seva cel·la i el porten a la seguretat després de matar amb èxit a Mohammed i destruir les reserves de míssils.
El 2003, Salem i Rios són enviats a l'Iraq. El seu objectiu és rescatar a l'exjugador de l'Estat espanyol, el tinent Col Eisenhower, la base de l'exèrcit nord-americà assetjada pel líder terrorista Ali Youssef. Aconsegueixen Eisenhower, però abans que arribi l'helicòpter, queden emboscats. Eisenhower els acomiadarà abans que el helicòpter surti, però de sobte esclata a l'aire. Ali Youssef fa una transmissió per ràdio que demana la responsabilitat de fer esclatar el helicòpter. Rius sospita d'una conspiració darrere de la mort d'Eisenhower, pensant que va ser destacat - Salem ho descarta, dient que estava simplement al lloc equivocat en el moment equivocat. Just abans d'entrar a la instal·lació de petroli d'Ali Youssef, Rios demana a la secció 8 que investigui les emboscades i tracti de trobar la seva font. Salem i Rios finalment arriben a Ali Youssef i el maten al seu heliport.
Un portaavions de la Marina dels Estats Units d'Amèrica ha estat capturat per l'organització terrorista Abu Sayyaf. Tornant d'una missió no especificada després de l'Iraq, Salem i Rios són redirigits per SSC i s'encarreguen d'alliberar el portaavions del control terrorista. Es paracaiguen sobre la coberta i es troben amb Clyde. Esborra la coberta dels hostils i desactiva els avions que queden per evitar-ne la fugida. Salem assenyala que la tripulació va deixar enrere un bots salvavides, que podria ser útil. Salem i Rios aviat es troben amb Clyde i un terrorista que col·labora amb un ordinador. Clyde fuig, però Rios recupera la seva memòria USB. Ell envia la informació a la unitat a la secció 8 de hackers per a l'anàlisi i es nega a dir-li a la seva companya Alice Murray el que està passant fins que no sàpiga que ell. La secció 8 diu a Rios que Clyde va ser responsable de filtrar les posicions de les tropes dels Estats Units als terroristes. A continuació, Salem i Rios es troben amb el capità, sabent que el vaixell carregat de bombes nuclears està en un curs de col·lisió per a la ciutat de Manila a l'illa de Luzon a les Filipines. El capità detona els explosius, sacrificant-se per assegurar-se que la nau s'enfonsa abans de xocar amb la ciutat. Salem i Rios escapen amb el pot salvavides que havien descobert abans.
Salem i Rios acorden deixar la companyia. En una missió especial per al seu distribuïdor d'armes Cha Min-Soo a Corea del Sud, es va posar en contacte sense voler amb Alice i decideixen retirar una última missió, perquè Salem necessita els diners. Se'ls diu que executin un cap terrorista dins d'Abu Sayyaf fent detonar un pont quan el seu cotxe creua. Completen el seu objectiu, però es troben sota l'atac dels militars xinesos i volen assassinar-se. Es revela que el senador dels Estats Units per a Alaska, Richard Whitehorse, que feia campanyes contra un projecte de llei per privatitzar els militars, era el que creuava el pont. Assumeixen que Stockwell els va establir i accepta publicar les proves que van treure a Clyde. Alice és segrestada, però, així que es dirigeixen a Miami per salvar-la i enfrontar-se a Stockwell. Cha Min-Soo els presta un avió de càrrega gran i un pilot per portar-los allà.
Miami, Florida, és una zona d'huracans. Les defenses aèries de les Forces Aèries dels Estats Units d'Amèrica recullen el traç del radar de l'avió de Cha Min-Soo i envien dos F-15 per investigar. Els dos operaris observen els F-15 i després troben que Clyde ha assassinat el seu pilot. Es comprometen a lluitar contra ell, però són interromputs quan la Força Aèria dels EUA baixa cap avió (a causa del pilot mort sense resposta i la vista de tiroteig que surt de la part posterior de l'avió). Salem i Rios sobreviuen i assumeixen la mort de Clyde. Entren a l'aeroport de Miami, on es veuen obligats a contractar operaris del SSC. La secció 8 els informa de la ubicació d'Alice, i es dirigeixen a rescatar-la. Mentrestant, Cha Min-Soo els fa una ràdio, furiosa que el seu avió hagi estat destruït. Li diuen que era culpa de Clyde, i Cha Min-Soo decideix que els pagarà per matar-lo. Rius intenta dir-li a Cha Min-Soo que Clyde ja va morir, però Salem ho deté, pensant que serà un diner fàcil. Alice els revela que era, de fet, Dalton qui era el cervell darrere de la trama, i planeja matar Stockwell per reforçar la seva influència política i militar. Alice diu que han de salvar Stockwell, ja que és l'únic que pot esborrar els seus noms. Salem i Rios assalten la seu de la SSC per recuperar totes les proves de Dalton. Es revela que Clyde va sobreviure a la caiguda. La sala rodona de Salem dona un cop de peu a Clyde per una finestra que, sens dubte, el matarà. Després es dirigeixen al terrat on Dalton intenta escapar en un helicòpter. Rius utilitza un míssil Stinger per destruir l'helicòpter i matar Dalton.
A l'epíleg, Stockwell es revela en un reportatge televisat que s'ha convertit i va servir tres mesos de presó. Salem i Rios diuen a Alice que han començat el seu propi PMC, anomenat Trans World Operations (T.W.O.), i la conviden a unir-se-hi.